# モデルプレス
「モデルプレス」（modelpress）は、株式会社ネットネイティブが運営するウェブサイト。ファッションをはじめ、エンターテインメント、美容、ならびにダイエットなどの女性の興味関心が高い題材を主に取り扱うニュースサイトで、日本国内最大級の女性向けニュースサイトとなっている。
2015年12月、エンタメ報道＆ライフスタイルニュース専門チャンネル「モデルプレスTV by ひかりTV 4K」を放送開始（2016年11月30日閉局）。

## 配信提供
1日約100本のニュースを配信。日本国内の各種大手ポータルサイトにニュースコンテンツを提供している。日本国内の主要34ウェブサイトをはじめ、日本国外の主要なポータルサイトにも記事を配信。提供先（2015年7月時点）には、「Yahooネタりか」、「Googleニュース」、「mixiニュース」、「livedoorニュース」、「BIGLOBEニュース」、「BIGLOBE Kirei Style ニュース」、「exciteニュース」、「ウーマンエキサイトニュース」、「infoseekニュース」、「niftyニュース」、「ニコニコニュース」、「アメーバニュース」、「NewsCafe」、「シュフモ」、「109NET」、「girlswalker」、「Newswalker」、「GRP」、「RADIANT」、「コメンテーター」、「プリ画像」、「読めるモ」、「bijin-topic」、「mu-mo」、「ファンアプリ」、および「JJ-STREET」などが含まれる。中華圏を中心とした国外メディアへの中国語でのニュース配信も行っている。
近年はスポーツ紙や週刊誌同様に、テレビやラジオ、著名人のSNS投稿や動画配信サイトの内容を対象にしたコタツ記事でPVを稼いでる傾向も顕著に出ている。

## 受容層
13歳から43歳の女性を主要な受容ターゲットに定めている。閲覧者層の圧倒的多数を女性が占め、その内訳は、10代の女性が33.8%、20代から30代前半の女性が52%ほどとなっている。

## アクセス規模
2011年1月時点で、1日あたりの総ページビュー数およそ2000万、パソコンからの閲覧とモバイル閲覧がちょうど半々の比率となっている。
2013年11月時点で月間1億近くのページビュー数、配信先のポータルサイトも含めた場合、月間およそ100億ページビュー。2015年9月時点で月間1.3億ページビューを計上している。
2016年4月時点で、月間約1.4億PV、約約4900万UBを達成。モバイルからの閲覧が増えている。

## ソーシャルメディア
2016年4月時点で、公式ツイッターアカウントのフォロワー数88万人、フェイスブックのファン数約105万人。これらSNSの公式ウェブサイト「ツイナビ」ならびに「フェイスブックナビ」によれば、これは日本国内メディアでトップの数にあたる。2014年6月時点で「日経新聞電子版」（合計100万超）を凌ぐ日本国内メディア最大数の合計140万超。日本国内の主要メディアで最大の“ソーシャル力”（ソーシャルメディアにおける影響力）を有するメディアにあたると推定されている。2016年4月時点で、ツイッターのフォロワー数約88万人（美容カテゴリ・企業アカウント1位、ファッションカテゴリ・企業アカウント1位）、フェイスブックのファン数105万（ニュースカテゴリ・企業アカウント1位）、「Vine」のフォロワー数約4.1万人。

## モデルプレスナイト
Kawaiian for ひかりTV 4Kで放送のバラエティ番組。吉本興業所属の芸人がMCとして進行役を務める、主にグラビアアイドルが出演。